# Cervenia
Cervenia là một xã thuộc hạt Teleorman, România. Dân số thời điểm năm 2002 là 3462 người.